# Guy Cavagnac
Guy Cavagnac est un réalisateur et producteur indépendant français, né le 15 septembre 1934 à Paris 14e et mort le 7 janvier 2022 à Paris 15e.

## Biographie
Après ses études à l'IDHEC, Guy Cavagnac tourne plusieurs courts métrages de commande et travaille comme premier assistant, notamment de Jean Renoir. En 1970, avec Paul Vecchiali et Liliane de Kermadec, il fonde la société de production Unité 3.
Il réalise la même année son unique long métrage, Le Soldat Laforêt, présenté lors des Rencontres du Jeune Cinéma à Bourges en 1971 et lors des Rencontres Jeune Cinéma à Toulon en 1972.
De 1982 à 1989, il a dirigé les Ateliers cinématographiques Sirventès, association de production.
Il meurt à l'âge de 87 ans le 7 janvier 2022 à Paris 15e, et est incinéré au crématorium du Père-Lachaise le 24 janvier.

## Filmographie
Réalisateur
- 1972 : Le Soldat Laforêt

Producteur
- 1972 : L'Étrangleur, de Paul Vecchiali
- 1972 : Le Soldat Laforêt
- 1972 : Home Sweet Home, de Liliane de Kermadec
- 1975 : Aloïse, de Liliane de Kermadec
- 1975 : Jeanne Dielman, 23, quai du commerce, 1080 Bruxelles de Chantal Akerman
- 1988 : L'Âne qui a bu la lune de Marie-Claude Treilhou
- 1990 : La Campagne de Cicéron de Jacques Davila

Assistant réalisateur
- 1966 : Les Ruses du diable de Paul Vecchiali
- 1970 : Un condé d'Yves Boisset
- 1974 : Femmes Femmes de Paul Vecchiali

## Publications
- Villefranche-de-Rouergue : Histoire et génie du lieu, avec Gilles Bernard, photographies de Michel Dieuzaide, Privat, 1991
- Jean Renoir : Le Désir du monde, Société des Découvertes / Éditions Henri Berger, 1994
- Baroque occitan, avec Alem Surre-Garcia, photographies de Michel Dieuzaide, Privat, 1996
- Témoignage de Guy Cavagnac sur sa dernière rencontre avec Jean Renoir, dans Renoir en Amérique, volume 2 des Cahiers Jean Renoir (sous la direction de Franck Curot, 2006, Centre d'étude du XXe siècle, université Paul-Valéry - Montpellier III)
- Une partie de campagne : Eli Lotar, photographies du tournage, sous la direction de Guy Cavagnac, Éditions de l’Œil, 2007